# Meopsis crinita
Meopsis crinita är en flockblommig växtart som beskrevs av Koso-pol. Meopsis crinita ingår i släktet Meopsis och familjen flockblommiga växter. Inga underarter finns listade i Catalogue of Life.